# Samuel Bentham
Pour les articles homonymes, voir Bentham.
Sir Samuel Bentham (11 janvier 1757 en Angleterre – 31 mai 1831 à Londres, Angleterre) est un ingénieur et architecte naval anglais à qui l'on doit de nombreuses innovations, en particulier dans le champ de l'architecture navale. Seul survivant avec son frère, le philosophe Jeremy Bentham, d'une fratrie de cinq fils, ces deux hommes imaginèrent l’architecture panoptique. Samuel Bentham introduisit en Angleterre la fabrication en série (mécanisation de l'atelier des Portsmouth Block Mills), ainsi que la construction de ponts en fonte (pont de Vauxhall).

## Biographie

### Un employé du prince Potemkine
À l'âge de 14 ans, Bentham fut mis en apprentissage chez un charpentier de l'arsenal de Woolwich, qu'il assista pendant 7 ans. En 1780, il partit pour la Russie pour entrer au service du Prince Potemkine, qui venait de fonder un institut destiné à promouvoir la modernisation et l'occidentalisation de l'Empire russe. D'abord employé comme charpentier de marine, il construisit quelques machines et fabriqua de l'acier en petite quantité, démontrant ainsi des compétences d'inventeur. Parmi ses inventions, il fit l'essai devant la Grande Catherine d’un véhicule amphibie, un bac à éléments articulés.
Par son engagement personnel au cours de la victoire décisive sur les Turcs, où il commandait un bataillon de 1 000 hommes en Sibérie, il fut décoré. Potemkine finit par lui confier la direction de toutes ses usines et ateliers, et c'est la difficulté de surveiller un très grand nombre d'ateliers simultanément qui suscita ses premières réflexions, sur ce qui allait devenir le Panoptique, qui fut popularisé par son frère Jeremy.
En 1782, Bentham prit la Route de Sibérie vers la Chine, visita Kyakhta et sa rivale chinoise, Maïmatcheng, puis passa un mois entier dans la ville frontalière de Nertchinsk. Il y étudia les embarcations chinoises, notamment les jonques. De retour en Europe, il milita pour le doublement des coques de navires par des compartiments étanches, idée inspirée des grandes embarcations chinoises de Sibérie.
Samuel rentra en Angleterre en 1791, et pendant quelques années s'employa avec son frère Jeremy à promouvoir le principe du Panoptique ; il mit au point différentes machines supposées équiper ce type de bâtiment concentrationnaire. C'est au cours de cette période qu'il fit connaissance de sa future femme, Mary Sophia Fordyce, fille du médecin et homme de science écossais George Fordyce, qui était un ami de Jeremy Bentham. Le mariage eut lieu en octobre 1796.
En 1795, les Lords de l’Amirauté chargèrent Samuel Bentham de la conception de six voiliers équipés de « compartiments de renfort, protégeant le navire du naufrage, comme le pratiquent les Chinois jusqu'à ce jour. » Ces voiliers furent effectivement construits au chantier de Redbridge (Hampshire) : ils incorporaient plusieurs nouveautés comme des pièces de rechange pour le gréement (mâts et espars), permettant certaines réparations même en haute mer.

### Inspecteur Général des arsenaux
En mars 1796, Bentham fut nommé Inspecteur Général des arsenaux, chargé de l'entretien et du développement des arsenaux royaux, poste qui supposait de multiples voyages. Le Royaume-Uni est redevable à Bentham d'avoir révolutionné la production des moufles en bois utilisées dans les gréements, en mécanisant les ateliers avec des tours à bois modernes. Secondé par le génie inventif de Marc Isambart Brunel, qui conçut la plupart de ces machines, et la qualité d'exécution de Henry Maudslay, futur grand constructeur de machines-outil, qui en assura la fabrication, il fit de l'usine-pilote des Portsmouth Block Mills le berceau des techniques de production en série.
Bentham proposait de mécaniser et de motoriser (avec des machines à vapeur) les arsenaux du Royaume, mais le conservatisme du Navy Board et le tempérament emporté de Bentham finirent par le brouiller avec l'Amirauté, qui lui confia en 1805 la mission futile de faire construire des navires avec le bois de charpente de la Russie alliée : ayant affrêté un navire pour emménager avec sa famille, ses amis, ses domestiques et son mobilier, Samuel Bentham n'y demeura pourtant que deux ans, sans être parvenu à faire construire un seul navire. Il occupa le reste de son temps à surveiller la construction d'une Panopticon School of Arts sur les berges de l’Okhta à Saint-Pétersbourg : c'était un ancien projet qu'il avait mûri dès 1786 à Kritchev. Cet immeuble, qui disparut dans un incendie, n'est connu que par quelques estampes. De retour en Angleterre, Bentham, découvrant que son poste d'Inspecteur Général des Arsenaux avait été supprimé, comprit un peu tard pourquoi on l'avait dépêché en Russie.

### Le pont de Vauxhall

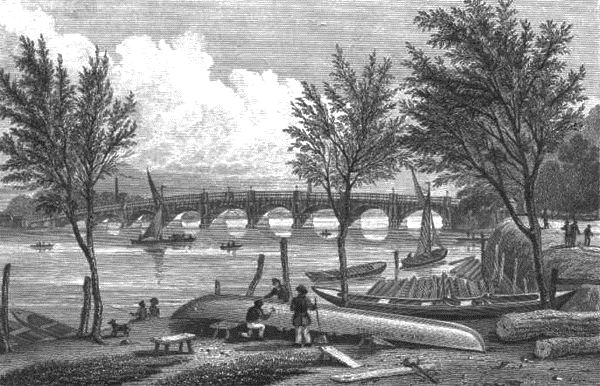
Le pont de Vauxhall en 1829.

Bentham est le maître d'œuvre d'un pont en arc à neuf travées entièrement en fonte, réalisé pour le compte de la Butterly co. : le Vauxhall Bridge de Londres fut le premier pont en fonte franchissant la Tamise. Si le choix de la fonte peut s'expliquer par un coût plus modique que la maçonnerie, il faut signaler qu'à l'époque où Bentham visitait la Chine, il existait déjà quelques ponts en arc en fonte. Les plans de Bentham furent toutefois révisés par doute sur la qualité du matériau, et on trancha pour un arc en fonte sur piles en maçonnerie, projet dû à James Walker. Le pont fut inauguré en mai 1813.

### Les années françaises
L'année suivante, Bentham partit avec sa famille dans le midi de la France, et devait demeurer dans ce pays jusqu'en 1826. La famille Bentham parcourut de nombreuses régions avant de s'établir en 1820 au domaine de Restinclières à Prades-le-Lez. C’était un grand domaine, et Bentham envisagea de vivre de la culture des terres, son fils George gérant les bénéfices de l'exploitation. Bentham fit importer des machines agricoles encore inconnues en France, et développa un système d'irrigation sophistiqué qui finit par éveiller la suspicion des exploitants voisins, qui voyaient la nappe phréatique baisser dramatiquement dans leurs champs. Malgré une prospérité certaine, les Bentham, menacés de poursuites judiciaires par les agriculteurs du pays, rentrèrent finalement en Angleterre en 1826.
Là, Bentham passa le reste de ses jours à écrire des traités d'architecture navale, et à mener diverses expériences sur l'hydrodynamique navale. Son fils George (né en 1800) devint un botaniste de renom.

## Sources
- (en) Cet article est partiellement ou en totalité issu de l’article de Wikipédia en anglais intitulé « Samuel Bentham » (voir la liste des auteurs).